# Axel Rodger
Axel Rodger (Buenos Aires) es un regatista argentino.
Comenzó a navegar con nueve años de edad en la clase Optimist, de la que se proclamó campeón de Argentina en 1980 y campeón del mundo por equipos en 1981, en Howth (Irlanda). A continuación pasó a la clase Cadet y compitió en el mundial de 1984 en el Lago Balatón (Hungría), y luego a la clase Lightning, en la que fue subcampeón del mundo juvenil navegando con su hermano Ian y Federico Engelhard. Pero donde consiguió su mayor éxito fue en la clase Snipe, en 1991, al conquistar el Campeonato del Mundo disputado en Tønsberg (Noruega) con Jorge Quiroga de tripulante.
De la vela ligera cambió a la vela de crucero, ganando el Campeonato de España de Platú 25 en 2012, la Copa Oceánica Galápagos en 2014, y la Copa de España - Zona Mediterránea en 2016. En 2017 fue segundo en la Copa del Rey como patrón del "Porrón IX".